# Creissa (Dordonya)
Creissa (en francès Creysse) és un municipi francès situat al departament de la Dordonya i a la regió de la Nova Aquitània.

## Demografia
| 1962                                       | 1968  | 1975  | 1982  | 1990  | 1999  | 2007  |
| ------------------------------------------ | ----- | ----- | ----- | ----- | ----- | ----- |
| 2.147                                      | 2.171 | 1.797 | 1.897 | 2.336 | 2.267 | 1.841 |
| Des de 1962: població sense dobles comptes |       |       |       |       |       |       |

## Administració
| Període   | Identitat         | Partit |
| --------- | ----------------- | ------ |
| 2001-2008 | Jean Iragne       | PCF    |
| 2001-     | Frédéric Delmarès | PS     |

## Agermanaments
- Saint-Alphonse-Rodriguez